# Chandpur (stad in Bangladesh)
Chandpur (of Chandpore) is een Bengalese stad aan de rivier de Ganges, dicht bij de hoofdrivierdelta van de Ganges, in het zuidoosten van het land.
De stad telt in 2003 ongeveer 100 000 inwoners, men betaalt er met de taka en men spreekt er Bengaals en Engels. Chandpur ligt aan een heel breed deel van de Ganges, daar de stad zich net boven de "top" van de rivierdelta bevindt.